# Chlorospatha cogolloi
Chlorospatha cogolloi är en kallaväxtart som beskrevs av Thomas Bernard Croat och L.P.Hannon. Chlorospatha cogolloi ingår i släktet Chlorospatha och familjen kallaväxter. Inga underarter finns listade.